# Kurt Schnider
Pour les articles homonymes, voir Schnider.
Kurt Schnider, né le 15 avril 1946 à Wangs, est un ancien skieur alpin suisse. Il compte une victoire en Coupe du monde.

## Palmarès

### Coupe du monde
- Meilleur résultat au classement général : 24e en 1970
  - 1 victoire : 1 slalom

#### Saison par saison
- Coupe du monde 1968 :
  - Classement général : 51e
- Coupe du monde 1969 :
  - Classement général : 33e
- Coupe du monde 1970 :
  - Classement général : 24e
    - 1 victoire en slalom : Les Diablerets (B)